# کاج کوتوله سیبری
کاج کوتوله سیبری (نام علمی: Pinus pumila) نام یک گونه از سرده کاج است.